# Objdump
objdump — відкрите програмне забезпечення з інтерфейсом командного рядка в Unix-подібних операційних системах для дизасемблерування або перегляду інформації певного об'єктного файлу. Являється частиною GNU Binutils та інструментом для роботи з бінарними файлами.

## Приклад
Типовий приклад використання objdump.
```
objdump
 
-d
 
main
 
|
 
grep
 
main.:
 
-A20

```

Використовується параметер -d (англ. disassembly) та Unix-подібна допоміжна команда grep з параметрами показу перших 20 рядків коду головної функції.
```
4004ed	<main>:

4004ed:
	
55 
                  	
push
   
rbp

4004ee:
	
48 89 e5 
            	
mov
    
rbp
,
rsp

4004f1:
	
c7 45 ec 00 00 00 00 
	
mov
    
DWORD
 
PTR
 
[
rbp
-
0x14
],
0x0

4004f8:
	
c7 45 f0 01 00 00 00 
	
mov
    
DWORD
 
PTR
 
[
rbp
-
0x10
],
0x1

4004ff:
	
c7 45 f4 02 00 00 00 
	
mov
    
DWORD
 
PTR
 
[
rbp
-
0xc
],
0x2

400506:
	
c7 45 f8 03 00 00 00 
	
mov
    
DWORD
 
PTR
 
[
rbp
-
0x8
],
0x3

40050d:
	
c7 45 fc 04 00 00 00 
	
mov
    
DWORD
 
PTR
 
[
rbp
-
0x4
],
0x4

400514:
	
c7 45 ec 00 00 00 00 
	
mov
    
DWORD
 
PTR
 
[
rbp
-
0x14
],
0x0

40051b:
	
eb 13 
               	
jmp
    
400530
 
<
main
+
0x43
>

40051d:
	
8b 05 15 0b 20 00 
   	
mov
    
eax
,
DWORD
 
PTR
 
[
rip
+
0x200b15
]
        
# 601038 <globalA>

400523:
	
83 e8 01 
            	
sub
    
eax
,
0x1

400526:
	
89 05 0c 0b 20 00 
   	
mov
    
DWORD
 
PTR
 
[
rip
+
0x200b0c
],
eax
        
# 601038 <globalA>

40052c:
	
83 45 ec 01 
         	
add
    
DWORD
 
PTR
 
[
rbp
-
0x14
],
0x1

400530:
	
8b 05 02 0b 20 00 
   	
mov
    
eax
,
DWORD
 
PTR
 
[
rip
+
0x200b02
]
        
# 601038 <globalA>

400536:
	
39 45 ec 
            	
cmp
    
DWORD
 
PTR
 
[
rbp
-
0x14
],
eax

400539:
	
7c e2 
               	
jl
     
40051
d
 
<
main
+
0x30
>

40053b:
	
5d 
                  	
pop
    
rbp

40053c:
	
c3 
                  	
ret
    

40053d:
	
0f 1f 00 
            	
nop
    
DWORD
 
PTR
 
[
rax
]

```